# Agudo, Rio Grande do Sul
Agudo là một đô thị thuộc bang Rio Grande do Sul, Brasil. Đô thị này có diện tích 536,117 km², dân số năm 2007 là 16714 người, mật độ 31,18 người/km².